# Tarki
Tarki of Tarkoe (Russisch: Тарку) is een nederzetting met stedelijk karakter in Dagestan, gelegen op de berg Tarkitau, ongeveer 6 kilometer van de Dagestaanse hoofdstad Machatsjkala. De plaats wordt hoofdzakelijk bewoond door het Turkse volk der Koemukken.

## Geschiedenis
Volgens de mondelinge overlevering ligt Tarki op plaats waar vroeger Semender lag, tot het begin van de 8e eeuw de hoofdstad van de Chazaren. In 1396 trok Timoer Lenk (Tamerlane) door Tarki tijdens een militaire veldtocht.
Tarki werd aan het einde van de 15e eeuw gesticht door de Koemukken en was van oorsprong een agrarische nederzetting onder leiding van een feodale heerser (sjamchal); het sjamchalaat Tarki onder de naam Targhoe (Russisch: Таргьу). In 1559 werd er in opdracht van Ivan de verschrikkelijke een Russisch fort gesticht. In 1668 werd de plaats geplunderd door de kozakken van Stenka Razin. Vanaf het begin van de 17e eeuw kwam het onder invloed van het Russische Rijk, maar bleef bestaan als vorstendom. Nadat de heerser hiervan echter oorlog had gevoerd met Georgië, de Kabardijnse prinsen en Rusland (Perzische expeditie van 1796), werd het vorstendom bijna volledig veroverd. Na het verdrag van Gulistan van 1813 werd het gebied samen met de rest van Dagestan ingelijfd bij Rusland. In 1821 werd het Russische fort Boernaja gesticht. Later werd dit fort vervangen door het fort Petrovsk (nu Machatsjkala). Op het gebied van het Sjamchalat Ghazi-Qumuq werd in 1867 het district Temir-Han-Sjoerinski gevormd.